# Contratto reale
Il contratto reale è un contratto che si perfeziona con la consegna materiale della cosa, ossia il bene oggetto del contratto (traditio rei). 
Si parla di traditio (consegna) della res, e si dice re perficitur obligatio («l'obbligazione si perfeziona con la cosa»). Se non avviene la consegna, anche se è presente il consenso, il contratto non è concluso: il consenso è dunque insufficiente. 
Difatti i contratti costituiscono una deroga al principio consensualistico, per cui un contratto si perfeziona con il solo consenso (cfr. artt. 1321, 1326 ss. codice civile italiano; laddove il successivo art. 1376 riguarda, propriamente, la produzione dell'effetto reale, e non già il perfezionamento della fattispecie contrattuale). Il contratto che si conclude con il solo consenso viene detto "contratto consensuale" e si contrappone al contratto reale.
Nonostante i contratti non siano interamente predeterminati dal legislatore e dunque valga il principio di atipicità dei contratti, i contratti reali sono una categoria di contratto dotata di tipicità. I contratti reali sono il contratto di pegno, deposito, donazione di modico valore (se di grande valore, serve la forma dell’atto pubblico), comodato, mutuo, di trasporto di cose per ferrovia e estimatorio.

## Origini della categoria
I contratti reali costituiscono una categoria eterogenea e residuale, quasi di eccezione nella classificazione dei contratti basati sull'articolo 1322 2°comma (autonomia contrattuale). Difatti, non possono essere costituiti nuovi contratti reali diversi da quelli direttamente disciplinati dal Codice.
Invero non è agevole dar conto delle ragioni che inducono il legislatore moderno a configurare talune fattispecie come fondate sulla consegna della cosa quale elemento di perfezionamento. Secondo taluni questa scelta ha una ratio esclusivamente di ordine storico e non sistematico. 
Per darne conto è opportuno svolgere alcune brevi considerazioni sugli elementi che consentono di considerare un «accordo» rilevante anche per l'ordinamento giuridico.
È noto che non tutte le volte che facciamo una dichiarazione vogliamo dar vita a vicende giuridiche: ancorché desiderosi di conseguire beni della vita, non sempre intendiamo invocare la protezione dell'ordinamento per proteggere e garantire il conseguimento ed il trattenimento dei beni stessi. A riprova si pensi che oltre all'ordinamento giuridico esistono altri gruppi di regole, che giuridiche non sono: quelle etiche e morali, oppure quelle sociali (si pensi al galateo) sono di certo regole, ma non giuridiche. Tale ovvia distinzione non è però di agevole applicazione nella pratica. Ad esempio, se prometto al mio amico che l'indomani gli presterò gratuitamente l'auto, sto assumendo un vincolo di valore giuridico (sì che l'inadempimento comporti le tipiche conseguenza previste dal codice civile), oppure di valore esclusivamente etico-sociale, sì che la sanzione per il tradimento della promessa si esprima solo sul piano sociale (riprovazione di scorrettezza, scarsa affidabilità e cattiva educazione)? Il problema, come può notarsi, si manifesta in particolar modo per i contratti gratuiti (diversi, però dalla donazione) e ciò in quanto le prestazioni gratuite possono, per loro natura, anche essere erogate in adempimento di rapporti di cortesia o doveri sociali.

## La realità come indice della giuridicità del rapporto
Al momento della dichiarazione sussistono, dunque, entrambe le possibilità: tanto che il costituendo rapporto sia giuridicamente vincolante, tanto che sia solo un rapporto di cortesia. Possiamo però esser certi che, laddove l'auto venga poi consegnata, la giuridicità del rapporto non possa essere negata  e ciò per evidenti ragioni di protezione del patrimonio. Ne consegue che pur in presenza di dichiarazioni di dubbio valore giuridico, l'esecuzione della prestazione promessa consente anche di superare ogni incertezza così da considerare concluso un contratto nel senso proprio del termine.
L'ordinamento romano, fondato su un forte pragmatismo, elevò tale indice probatorio della giuridicità del rapporto ad elemento costitutivo della fattispecie. I contratti gratuiti, le cui prestazioni lambiscono le prestazioni di cortesia, sono così giunti sino a noi quali contratti reali.

## Conclusioni
Se queste considerazioni sono esatte, le norme che impongono la consegna della cosa al fine del perfezionamento di taluni contratti sono derogabili. Possono dunque configurarsi comodati, mutui, depositi ecc. a carattere meramente consensuale, come, d'altra parte, è implicitamente ammesso dallo stesso legislatore laddove, all'art. 1822 codice civile italiano. prevede la cosiddetta promessa di mutuo. Non può però tacersi che, seguendo questa via, l'interprete sia nuovamente chiamato a distinguere le dichiarazioni di valore giuridico da quelle emesse a titolo di cortesia. A tal fine potrà considerare una pluralità di indici, quali, ad esempio, la qualifica professionale delle parti; gli scopi ulteriori della prestazione gratuita; la presenza di più ampie operazioni negoziali di cui la prestazione gratuita sarebbe un frammento.